# Isla Koch
La isla Koch (en inglés: Koch Island) es una de las islas que forman parte del Ártico canadiense (Archipiélago ártico canadiense) en la región de Qikiqtaaluk, del territorio de Nunavut, al norte de Canadá. Situada en la cuenca de Foxe, es una isla deshabitada en alta mar fuera de la costa de la isla de Baffin. Tiene una superficie de 458 km² (177 millas cuadradas).